# هاوبا
هاوپا (بالكردية السورانية: هاوپا، روماني: Hāwpā، وتعني “الرفيق” أو “الشخص من نفس النوع”)، تُعرف أيضًا باسم “المنظمة القومية الاشتراكية الكردية” (بالكردية الكرمانجية: Organîzasyon Sosyalîst a Neteweyî ya Kurdî)، ويُختصر اسمها بـ “PSNK”. توصف بأنها حركة كردية مثيرة للجدل تعمل بشكل سري وتتبنى أيديولوجيات قومية متشددة مناهضة للحكومة في منطقة كردستان.
تأسست المنظمة في أول يوم من عيد النوروز عام 2020، وهو يوم يحمل أهمية ثقافية ورمزية كبيرة في كردستان. تشير تقارير إلى أن الحركة تدعو إلى سياسات عدائية، مثل طرد العرب من الإقليم، مع تبني مواقف معادية تجاه بعض الأقليات العرقية والدينية، بما في ذلك التركمان، الآشوريون، الكلدان، والسريان الآراميون، وسط اتهامات لها بالدعوة إلى الإبادة الجماعية.

## الأيديولوجيا
تدعي هاوپا أن أيديولوجيتها تنتمي إلى “الموقف الثالث” وتسعى إلى إقامة دولة كوربوراتية. تستند أيديولوجيا هاوپا إلى جذور تاريخية في حزب هوا (1939–1946) وحزب كاجيك (1959–1975)، اللذين تأسسا على أفكار فاشية ونازية. بالإضافة إلى ذلك، تشير الأيديولوجيا إلى شخصيات كردية سياسية بارزة مثل رمزي نافي آغا و رفيق حلمي.

## كردن ناسيوناليست
بدأت جماعة "كردن ناسيوناليست" (الكرديون الوطنيون) في الحصول على الاعتراف بعد مشاركتهم الفعالة في مهرجان نوروز لعام 2022 الذي أقيم في ديار بكر. وخلال المهرجان, رفعوا الأعلام التي تحمل صور قاضي محمد ورفيق حلمي آغا. ووردت تقارير تفيد بقيامهم بهجمات ضد الشيوعيين الأتراك وأعضاء من المجتمع المثلي.
تُتهم جماعة "كردن ناسيوناليست" وهاوپا بأنهما يمثلان نفس المنظمة, رغم أن كليهما ينفيان هذه التهمة.